# Herman Stok
Herman Stok (Rotterdam, 11 juli 1927 – Amsterdam, 2 juni 2021) was een Nederlands radio- en televisiepresentator.

## Loopbaan

### JARO
Herman Stok was boekhouder bij een Hilversumse groothandel in groente en fruit. In 1950 ontmoette hij Kees van Maasdam, die een jaar eerder op zijn zolderkamer de Jeugd Amateur Radio Omroep (JARO) had opgericht. De JARO was een idealistisch initiatief om de jeugd van de wereld via de radiogolven te verbinden. Stok en Van Maasdam kregen een relatie en Stok ging programma's presenteren bij de jongerenomroep en werd de voorzitter van het omroepbestuur. Uit geldgebrek liep het initiatief in 1952 dood. In een interview in 1987 beweerde Stok dat een subsidieaanvraag bij het Prins Bernhardfonds niet werd gehonoreerd omdat 'je mensen die homoseksueel zijn niet in een organisatie met jonge mensen kunt laten werken'. Uit het idee ontstond bij de AVRO het radioprogramma Op De Jonge Golf en de jeugdafdeling Minjon.

### Radio- en tv-presentator

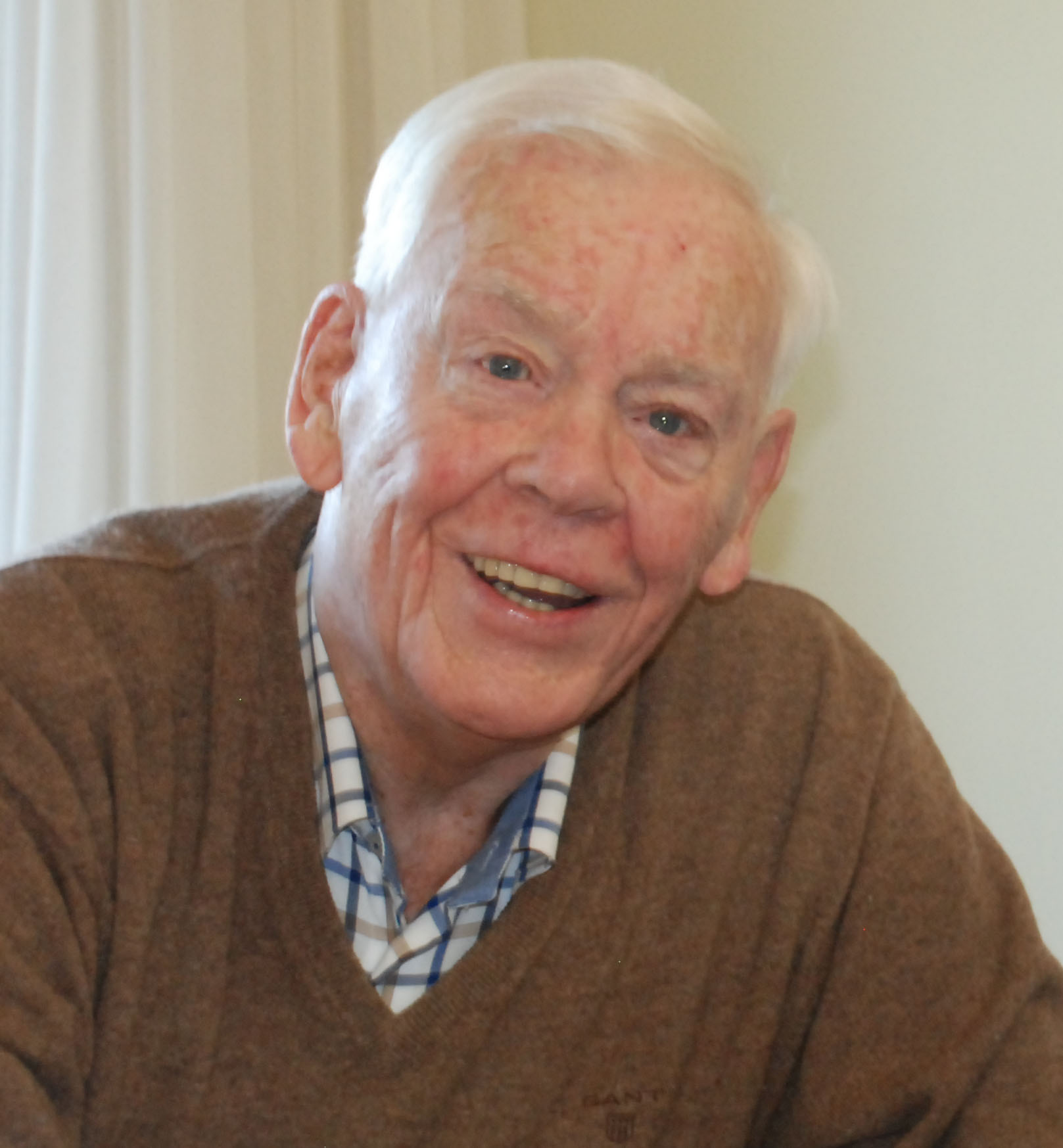
Herman Stok in 2014

Van Maasdam werkte vanaf 1947 tevens bij de radio-afdeling van de VARA. Toen in de zomer van 1950 de vaste presentator van het jongerenprogramma Op de disselwagen uitviel, schoof hij Stok naar voren. Sindsdien werkte Stok mee aan vele programma's. In 1963 werd hij de presentator van Tijd voor Teenagers, bedacht door Co de Kloet en voordien gepresenteerd door Dick van 't Sant. Op 30 november 1963 werd in het programma een hitparade geïntroduceerd, de Tijd voor Teenagers Top 10, die door de medewerkers werd samengesteld. Stok was verslaggever bij de radio-uitzending rond het bezoek van The Beatles aan Nederland in juni 1964 en deed als zodanig ook de interviews met de bandleden.
Op televisie presenteerde hij vanaf 1961 voor de VARA het eerste Nederlandse jongeren-muziekprogramma Top of Flop en voor de KRO de latere opvolger daarvan; Disco Duel. In die zin was hij de eerste Nederlandse televisie-diskjockey. Bij Top of Flop werd de ge'flop'te kandidaat afgeblazen met een knijptoeter.
In de jaren zeventig presenteerde Stok als opvolger van Joop Söhne samen met Letty Kosterman het zaterdagochtendprogramma Z.O. Deze radioshow met publiek had een hoge luisterdichtheid. Bekend onderdeel in het programma was het raden van een stem van een bekende Nederlander zoals later bij de Stemband met Kees Schilperoort. Ook presenteerde Stok in de jaren zeventig de muziekprogramma's MIX en Wachten op middernacht op Hilversum 3. Op 1 januari 1988 ging hij op voorstel van de VARA met een speciale regeling met vervroegd pensioen.
In 2007 en 2012 was hij gastpresentator bij Omroep MAX op Radio 5 Nostalgia.

## Privéleven
Exact een halve eeuw na hun eerste kennismaking trouwden Stok en Kees van Maasdam (1928-2019) op 12 juni 2000 in Amsterdam. Bij het overlijden van Van Maasdam in maart 2019 hadden ze bijna 69 jaar een relatie. 
Begin mei 2021 werd er kanker geconstateerd bij Stok. Hij overleed een kleine maand later op 93-jarige leeftijd.
- International Standard Name Identifier: 0000 0003 8916 4273
- Nederlandse Thesaurus van Auteursnamen: 163827230
- Virtual International Authority File: 282509602
- WorldCat: E39PBJdWXwqBv7d7Xg8PC3p773